# Discountwinkel

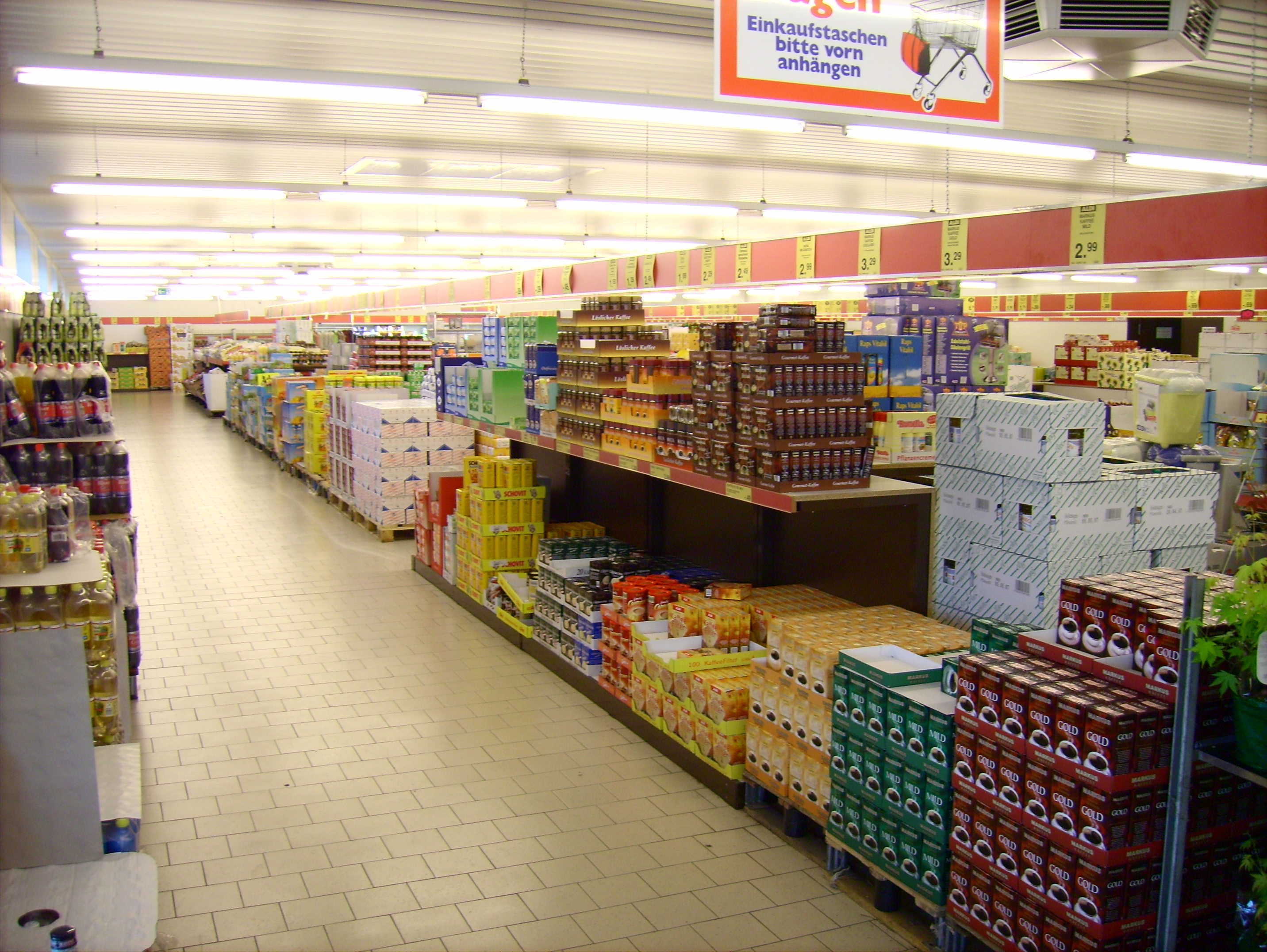
Het interieur van een Aldi in Dortmund, Duitsland

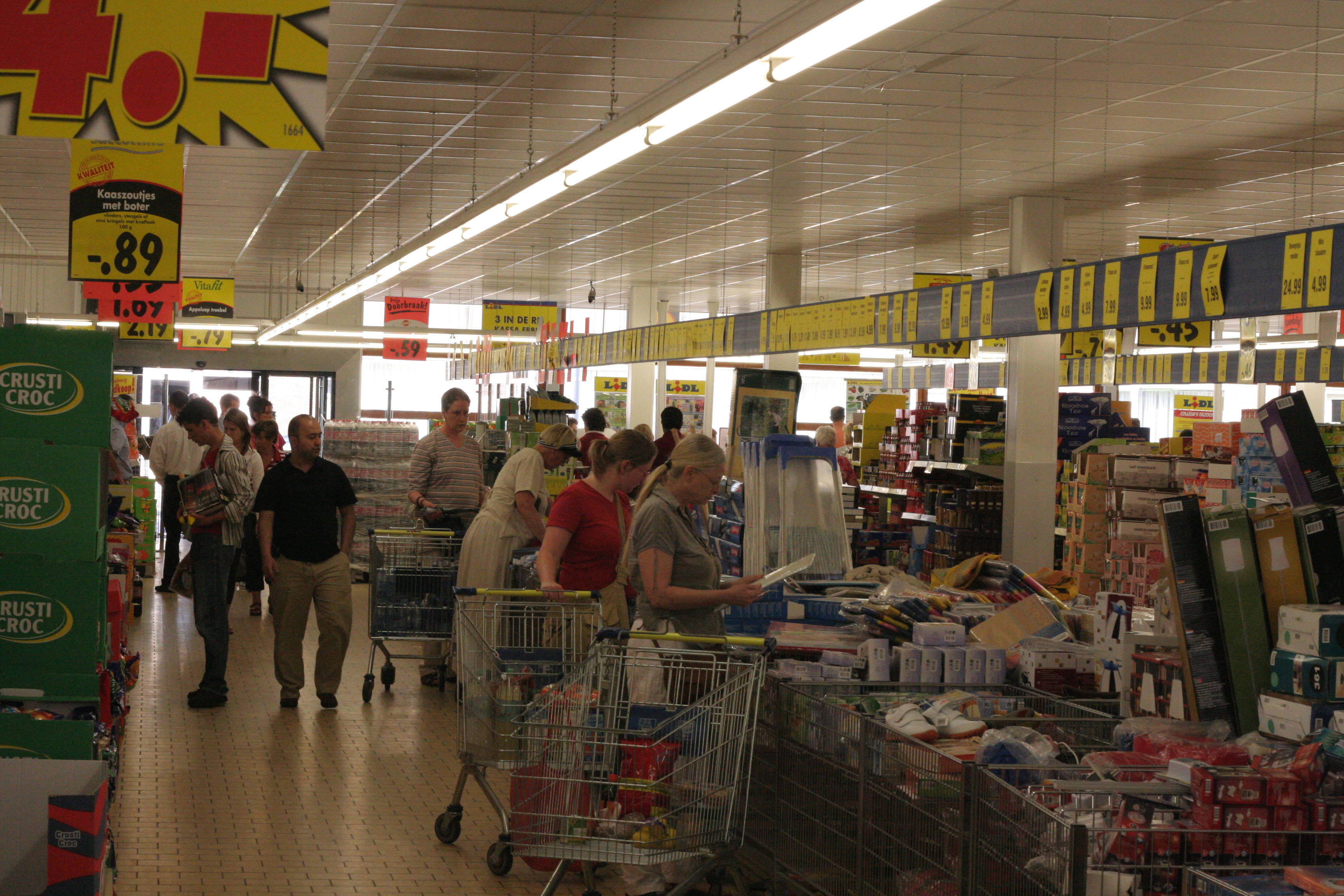
Het interieur van een Lidl in Utrecht

Een discount, discountwinkel of discountzaak is een winkel die producten systematisch voor een lagere prijs aanbiedt dan conventionele winkels in dezelfde branche. Deze formule is het meest bekend van supermarkten. Voorbeelden van discountsupermarkten zijn Dirk, Aldi en Lidl.

## Formule
Binnen het concept discountwinkel is de doelstelling de prijzen zo laag mogelijk te houden allesbepalend. Het assortiment bestaat uitsluitend uit zeer goed verkopende producten, waarvan vaak alleen een eigen merk wordt aangeboden. Hierdoor kan op ruimte in de winkel bespaard worden. Door de producten die dit eigen merk dragen, in te kopen bij kleine bedrijven, die voor hun afzet afhankelijk zijn van de discountketen, kan de prijs verder gedrukt worden. Verder is er slechts een beperkt (of zelfs geen) aanbod van verse producten die kunnen bederven en het risico hebben niet op tijd verkocht te worden.
Discountwinkels hebben over het algemeen een relatief klein oppervlak. De producten worden vaak in dozen op pallets, en zonder prijsstickers aangeboden, waardoor bespaard kan worden op vakkenvullers. Ook op andere personeelskosten wordt bespaard: er is maar een beperkt aantal werknemers per winkel, dat het minimumloon of net iets meer verdient.
Binnen het concept kan onderscheid gemaakt worden tussen de normale discountwinkel en de hard-discount. Deze laatste brengt bovenstaande principes het meest in de praktijk, en biedt minder dan 1500 artikelen aan op een oppervlak van maximaal 1000 vierkante meter. Een normale discountwinkel heeft vaak een iets grotere verscheidenheid aan producten en biedt soms merkproducten aan, en kan een versafdeling hebben.
Het discountprincipe wordt ook toegepast in andere vormen van detailhandel, zoals boekhandel, meubelhal, drogisterij of kleding.

## Geschiedenis
De gebroeders Albrecht begonnen in 1948 in Essen, Duitsland, de keten Aldi. In de jaren zestig neemt de hard-discount in Duitsland een hoge vlucht en ontstaan er ketens zoals Lidl en Norma. In de jaren tachtig breiden deze ketens zich uit naar het buitenland.

## Bekende ketens
- België
  - Colruyt
- Denemarken
  - Netto
  - Normal
- Duitsland
  - Aldi (Europees)
  - Lidl (Europees)
  - Netto Marken-Discount (onderdeel van de Edeka groep)
  - Norma Supermarkt
  - Penny (onderdeel van de REWE groep)
- Frankrijk
  - Ed (onderdeel van de Spaanse keten Dia)
  - Leader Price
- Nederland
  - Action
  - Dirk
  - Vomar
  - Big Bazar
- Spanje
  - Dia
- Rusland
  - Mere
- Australië
  - Big W